# Euschemoninae
De Euschemoninae zijn een onderfamilie van vlinders in de familie van de dikkopjes (Hesperiidae). De hier gegeven samenstelling van deze onderfamilie volgt Warren et al. (2009). Daarin telt ze één geslacht.

## Geslachten
- Euschemon Doubleday, 1846